# 欧丹克坦
欧丹克坦（法語：Audincthun，法語發音：[odɛ̃ktœ̃]）是法国上法蘭西大區加来海峡省的一个市镇，属于圣奥梅尔区。

## 地理
欧丹克坦（50°35'7"N, 2°8'17"E）面积15.26 平方千米，位于法国上法蘭西大區加来海峡省，该省份为法国北部沿海省份，西北濒北海，南至索姆省，东临北部省。
与欧丹克坦接壤的市镇（或旧市镇、城区）包括：多昂、芒卡、拉丹冈、朗蒂、圣马丹达尔丹冈、旧库佩勒、科耶克、代讷布勒克、福康贝格。
欧丹克坦的时区为UTC+01:00、UTC+02:00（夏令时）。

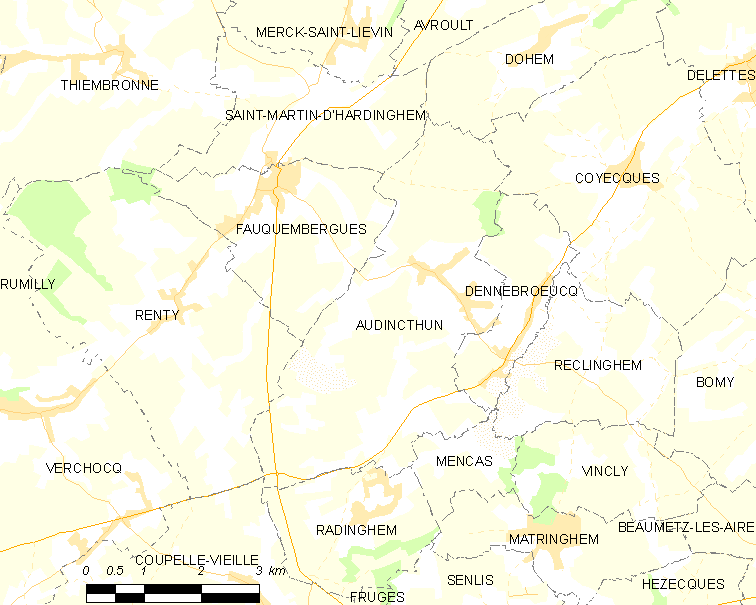
欧丹克坦的OSM定位图

## 行政
欧丹克坦的邮政编码为62560，INSEE市镇编码为62053。

## 政治
欧丹克坦所属的省级选区为弗吕日县。

## 人口

1962-2008年间欧丹克坦人口变化图示

欧丹克坦于2022年1月1日时的人口数量为680人。